# Omloop van het Hageland 2013
La 9e édition de l'Omloop van het Hageland a eu lieu le 3 mars 2013. La course fait partie du calendrier international féminin UCI 2013 en catégorie 1.2 et de la Lotto Cycling Cup pour Dames 2013. Elle est remportée par la Néo-zélandaise Emily Collins.

## Classements

### Classement final
| \| Classement général \| Classement général \| Classement général \| Classement général \| Classement général \| \| Coureuse \| Coureuse \| Pays \| Équipe \| Temps \| \| ------------------ \| -------------------- \| ------------------ \| --------------------------------------- \| ------------------ \| \| 1re \| Emily Collins \| Nouvelle-Zélande \| Wiggle Honda \| 3 h 09 min 18 s \| \| 2e \| Shelley Olds \| États-Unis \| Tibco-To the Top \| + 0 s \| \| 3e \| Emma Johansson \| Suède \| Orica-AIS \| + 0 s \| \| 4e \| Daniela Gaß \| Allemagne \| Napoleon Games St. Martinus Ladies Team \| + 0 s \| \| 5e \| Adrie Visser \| Pays-Bas \| Boels Dolmans \| + 0 s \| \| 6e \| Ellen van Dijk \| Pays-Bas \| Specialized-Lululemon \| + 0 s \| \| 7e \| Kelly Druyts \| Belgique \| Topsport Vlaanderen-Bioracer \| + 0 s \| \| 8e \| Christine Majerus \| Luxembourg \| Sengers \| + 0 s \| \| 9e \| Elisa Longo Borghini \| Italie \| Hitec Products UCK \| + 0 s \| \| 10e \| Trixi Worrack \| Allemagne \| Specialized-Lululemon \| + 0 s \| |                      |                  |                                         |                 |
| |                      |                  |                                         |                 |
| Source : Cycling Quotient |                      |                  |                                         |                 |
| Classement général |                      |                  |                                         |                 |
| Coureuse | Coureuse             | Pays             | Équipe                                  | Temps           |
| 1re | Emily Collins        | Nouvelle-Zélande | Wiggle Honda                            | 3 h 09 min 18 s |
| 2e | Shelley Olds         | États-Unis       | Tibco-To the Top                        | + 0 s           |
| 3e | Emma Johansson       | Suède            | Orica-AIS                               | + 0 s           |
| 4e | Daniela Gaß          | Allemagne        | Napoleon Games St. Martinus Ladies Team | + 0 s           |
| 5e | Adrie Visser         | Pays-Bas         | Boels Dolmans                           | + 0 s           |
| 6e | Ellen van Dijk       | Pays-Bas         | Specialized-Lululemon                   | + 0 s           |
| 7e | Kelly Druyts         | Belgique         | Topsport Vlaanderen-Bioracer            | + 0 s           |
| 8e | Christine Majerus    | Luxembourg       | Sengers                                 | + 0 s           |
| 9e | Elisa Longo Borghini | Italie           | Hitec Products UCK                      | + 0 s           |
| 10e | Trixi Worrack        | Allemagne        | Specialized-Lululemon                   | + 0 s           |

### Points UCI
| Position           | 1er | 2e | 3e | 4e | 5e | 6e | 7e | 8e |
| Classement général | 40  | 30 | 16 | 12 | 10 | 8  | 6  | 3  |